# Usienniki
Usienniki (biał. Вусенікі) – wieś na Białorusi, położona w obwodzie grodzieńskim w rejonie grodzieńskim w posielkowym sowiecie Sopoćkinie.
W latach 1921–1939 Usienniki należały do gminy Wołłowiczowce, w ówczesnym województwie białostockim.